# Корнєв Сергій Володимирович
Сергі́й Володи́мирович Ко́рнєв — український спортсмен-гравець у американський футбол, майстер спорту.
Станом на квітень 2015 року — тренер команди «Скіфи-ДонНТУ».

## Досягнення
- багаторазовий чемпіон України
- володар Кубка України,
- володар Відкритого Кубка Австрії,
- багаторазовий володар кубка СНД та інших турнірів,
- бронзовий призер Чемпіонату Європи у складі збірної країни.